# Кирьят-Йеарим
Кирьят-Йеарим (ивр. קריית יערים‎, «Город лесов», ранее Кирьят Тельз-Стоун) — религиозный местный совет в Иерусалимском округе Израиля, его площадь составляет 495 дунамов.
Расположен к западу от Абу-Гош и к востоку от Неве-Илан, в районе древнего места, упомянутого в Библии, от которого и получил свое название.
В Кирьят-Йеарим действует йешива.

## Этимология
Поселение Кирьят-Йеарим названо в честь библейского города Кириаф-Иарим.

## В Библии
Библейский город Кириаф-Иарим упомянут в Библии много раз, например, во время вступления израильтян в Ханаан (Нав. 9:17), в связи с принадлежностью колену Иудину и расположением на западной границе Вениаминова удела (Нав. 18:14), в связи с расположением в его окрестностях «стана Данова» (Суд. 18:12), в связи с хранением Ковчега Завета во время Самуила (1Цар. 7:1) и последующем перемещении Ковчега в Иерусалим (2Цар. 6:2; 1Пар. 13:5, 6; 2Пар. 1:4).

## История
В 1948 году земля, на которой расположен современный Кирьят-Йеарим, была куплена бизнесменом Менаше Элиссаром, которого привлекло это место как местонахождение библейского Кириаф-Иарима. Бизнесмен задумал создать город- сад по проекту архитектора Рихарда Кауфмана, но воплощению проекта помешало сначала Арабское восстание 1936-39 годов, потом Вторая мировая война. Современное религиозное поселение было создано лишь в 1975 году группой студентов и преподавателей из американской йешивы во главе с основателем и председателем йешивы еврейским филантропом Ирвингом Стоуном. Несмотря на официальное название «Кирьят-Йеарим», поселение было широко известно как Тельз-Стоун, в честь литовского города Тельз и основателя и председателя йешивы И. Стоуна, который помогал финансировать раннее развитие общины.
В районе местного совета Кирьят-Йеарим находится памятник Давиду Маркусу, также известному как Микки Стоун, Стоун-Маркус, который был первым генералом АОИ.
В 1992 году Кирьят-Йеарим был объявлен местным советом.

## География
Кирьят-Йеарим расположен ~ в 10 км к западу от Иерусалима, на северо-востоке находится арабский город Абу-Гош. Кирьят-Йеарим находится на высоте от 661,8 до 749,5 метров над уровнем моря.

## Население
По данным Центрального статистического бюро Израиля, население на начало 2020 года составляло 6 128 человек.
Естественный прирост населения — 7,3 %.
Средняя зарплата на 2007 год — 4 607 шекелей. Индекс социально- экономического развития (2017 год) 2 из 10.